# Slayden
Slayden est une municipalité américaine située dans le comté de Dickson au Tennessee.
Selon le recensement de 2010, Slayden compte 178 habitants. La municipalité s'étend sur 1,34 mille carré (3,47 km2).
Slayden doit son nom à l'un des premiers propriétaires des lieux, qui s'y implante depuis la Virginie au début du XIXe siècle. Le bourg est fondé en 1898 par Robert B. Stone et devient une municipalité en 1913.